# Digipak

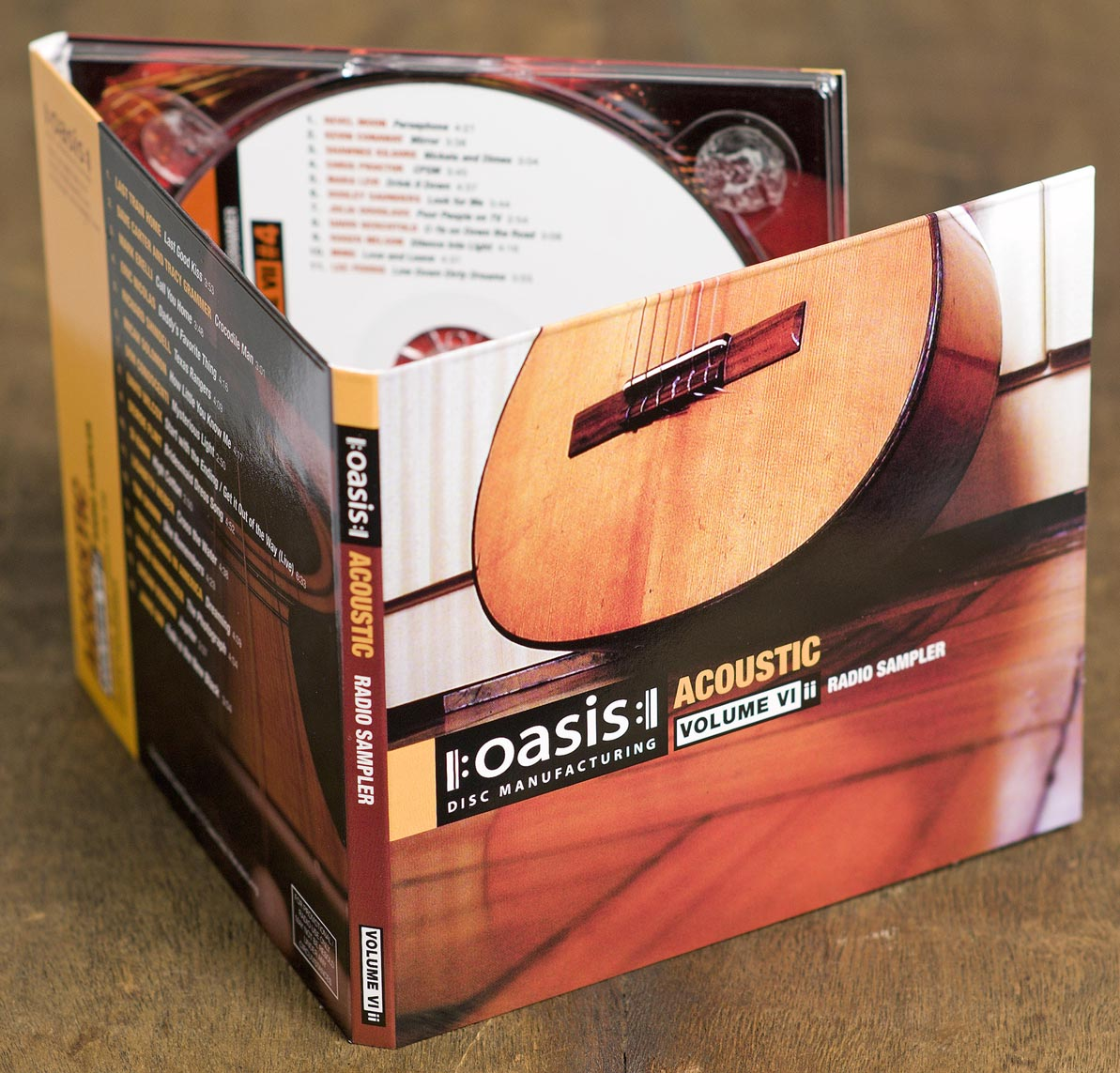
Un álbum de muestra de una discográfica llamada Oasis publicado como un digipak en tríptico.

El estuche Digipak / Digibook es un estilo o formato patentado de embalaje o empaquetamiento (estuche) de los discos compactos (CD) y DVDs. Y es también una marca registrada de MeadWestvaco, Inc., que adquirió al titular de la marca original, IMPAC Group, Inc., en 2000. MeadWestvaco licencia el nombre y diseños a varios fabricantes en el mundo entero.
Desde marzo de 2020, el término "digipak" ya no es una marca registrada, de acuerdo a la Oficina de Patentes y Marcas Registradas de Estados Unidos.

## Características
Los digipaks consisten generalmente en un "Gatefold" o estuche-portafolio, cuyas tapas se abren como si fuera un libro (es desplegable). Comúnmente el material del estuche viene hecho de cartón o si no con una envoltura semi-empastada en la encuadernación externa del mismo. En su parte interna el digipack trae una o varias bandejas plásticas capaces de mantener sostenido (insertándolo) el CD o DVD en su interior. Por lo general los digipack se despliegan en díptico, es decir, las solapas del estuche se abren en dos, idéntico a cómo se abre un libro para leerlo; pero también hay ocasiones en que se abren en tríptico cuando el digipack trae, por ejemplo, dos CDs de audio más un DVD.
Antes que existiera el formato digipak, entre las primeras alternativas usadas por principales empresas de grabación de música estaba el formato "jewel case", normalmente usado hoy en día para empacar los discos compactos.
Los embalajes en formato digipak son usados más a menudo para la publicación de sencillos en CD o de ediciones especiales de CD y/o álbumes. Este tipo de embalaje es menos duradero que el "jewel case" y también tiende a mostrar los signos de deterioro relativamente más rápido, aunque suele ser más decorativo y vistoso.

## Formatos y Acabados
El Digipack puede presentarse con varias palas y/o CD. Existen modelos con 2 , 3 o hasta 4 palas y una o varias bandejas donde insertar el CD. También suelen incorporar un librito o folleto donde se detalla información sobre el autor o sobre los temas del disco. 
Los materiales y texturas también pueden variar según se desee. Existen tipos de cartones como el Folding Estucado o el Kraft. También se pueden añadir texturas al cartón como serían las de Mate, Brillante o Soft Touch.

## Digibooks estándar
Hay cuatro tipos de Digibooks estándar. También hay versiones diferentes o expandidas de ellos. Los Digibook 2+1, los Digibook 2+2, los Digibook 3+1 y los Digibook 3+3.
Características de fabricación:
- Fabricado en folding (plegado) de 300 gramos.
- Impresión de 4/0 a 4/4 tintas.
- Colores de bandejas en negro, blanco o transparente.
- Posibilidad de plastificar con acabados brillo / mate.

| Modelo       | Páginas | Bandejas | Cantidad de discos | Ranuras para libreto |
| ------------ | ------- | -------- | ------------------ | -------------------- |
| Digibook 2+1 | 4       | 1        | 1                  | Sí                   |
| Digibook 2+2 | 4       | 2        | 2                  | No                   |
| Digibook 3+1 | 6       | 1        | 1                  | Sí                   |
| Digibook 3+3 | 6       | 3        | 3                  | Sí                   |

## Slip Case
Es una funda deslizante de cartón impresa diseñada para guardar su CD Jewel case, DVD Case, Digipak o Digifile. Tiene una apertura en un extremo y puede incorporar varios troqueles para facilitar el acceso al contenido.

## Cardboard sleeve
El CD viene sin instrucciones y sin caja, en una funda o manga de cartón; solo como una forma de protección. Fácil y rentable de producir, una herramienta de comercialización perfecta en plataformas, ya que atrae a su grupo objetivo, requiere interacción y aumenta el conocimiento en la tienda de la marca.

## O-Card
Se trata de una funda deslizante con una abertura en ambos extremos. Tanto O-Card como Slip case se pueden usar para empaquetar múltiples juegos de discos o estuches y paquetes individuales y hacer que un producto se perciba un poco más exclusivo.

## Card Wallet o Tarjetero
Las tipo tarjeta cartera estándar o Card Wallet son la solución de embalaje impreso personalizado más rentable. Se utilizan habitualmente para discos de portadas de revistas y periódicos.
Con su obra de arte impresa en la superficie de la tarjeta de 280 g/m², una billetera para tarjetas personalizada le da al CD o DVD, una apariencia profesional y de buena marca, a un bajo costo.
Las carteras para tarjetas impresas personalizadas pueden imprimirse en litografía o serigrafía y terminarse con un barniz mate o brillante. También hay opciones para laminación mate y puntual.
También las hay con doble y triple panel, como en los digibooks.